# فدایی ارمنی
فدایی ارمنی (به ارمنی Fidayi ,Ֆիդայի)، گاهی واحد نامنظم ارمنی یا شبه نظامی ارمنی هم می‌نامند. فدائیان ارمنی از افراد غیرنظامی بودند که به‌طور داوطلبانه خانواده خود را ترک کرده و یک واحد دفاعی یا گروه‌های نظامی را تشکیل می‌دادند.

## تشکیلات نظامی فدائیان
تشکیلات نظامی فدائیان ارمنی در سال ۱۸۸۰م شکل گرفت، ولی شکل منظم و سازمان یافته نداشت. اولین برخورد نظامی فدراسیون انقلابی ارمنی مربوط می‌شود به گروه سرکیس گوگونیان و مبارزات آن‌ها که در ارمنستان غربی به وقوع پیوست.
تسلیحات نظامی فدراسیون انقلابی ارمنی به‌طور عمده از طریق ارمنی‌های ثروتمند روسیه خریداری می‌شد در اختیار حزب قرار می‌گرفت. بر این اساس، حزب در کنار فعالیت‌های سیاسی خود، فعالیت‌های نظامی را نیز سازمان بخشید. همزمان با اعزام نیروهایی برای تبلیغات سیاسی به نواحی مختلف افرادی نیز به منظور پایه‌ریزی امکانات نظامی به نواحی حساس و مورد توجه از دیدگاه فدراسیون انقلابی ارمنی فرستاده شدند. یکی از نواحی ایران بود که عاملی برای تحت فشار قرار دادن عثمانی به حساب می‌آمد. اولین کارخانه اسلحه سازی و انبار تسلیحات حزب در ایران در دو ناحیه سلماس و تبریز قرار گرفت.
رهبری این تشکیلات برای مدت زمانی طولانی در دست یکی از افراد حزب به نام «گالوست آلویان» که اهل ایروان بود قرار داشت. عده‌ای از اعضای حزب که زمانی در ارمنستان روسیه و در ارتش روسیه خدمت می‌کردند وظیفه آموزش نظامی افراد را برعهده داشتند.
رزمندگان داشناکسوتیون، فدایی خوانده می‌شوند و لباس‌های نظامی مخصوص به خود داشتند. تأمین آن‌ها با اعضایی از حزب بود که مشاغل آزاد داشتند. هر گروه فدایی را یک رهبر نظامی اداره می‌کرد که فرماندهی گروه را بر عهده داشت. از سویی حزب این فدائیان دلیرانی محسوب می‌شدند که حاضرند جان خود را در راه آرمان‌های وطنشان از دست دهند.

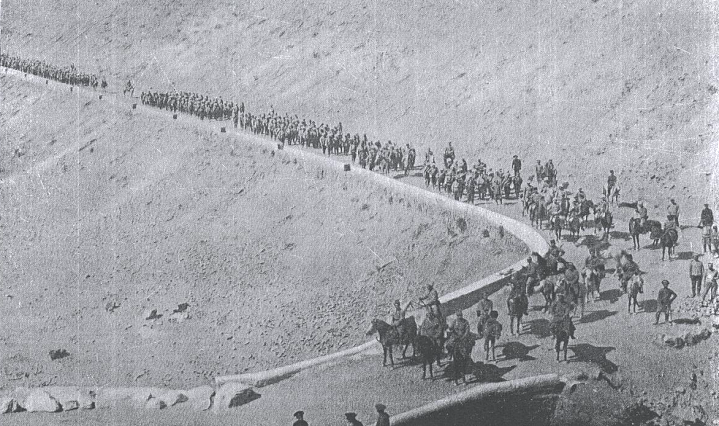
گردان یکم واحد داوطلب ارمنی تحت فرماندهی آندرانیک اوزانیان
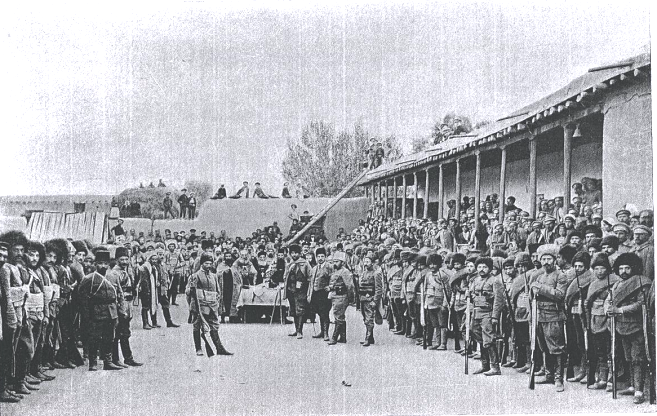
گردان دوم واحد داوطلب ارمنی تحت فرماندهی درو و آرمن گارو
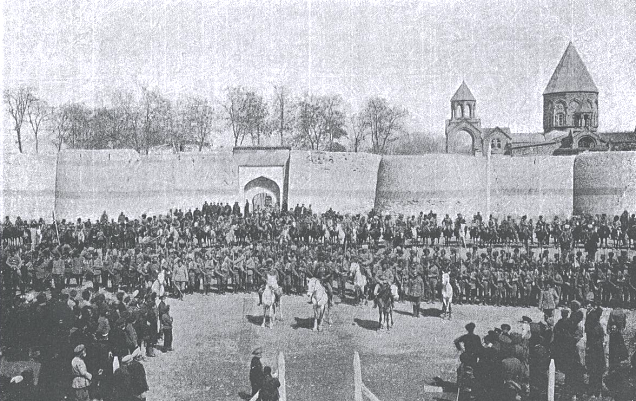
گردان سوم واحد داوطلب ارمنی تحت فرماندهی هامازاسپ
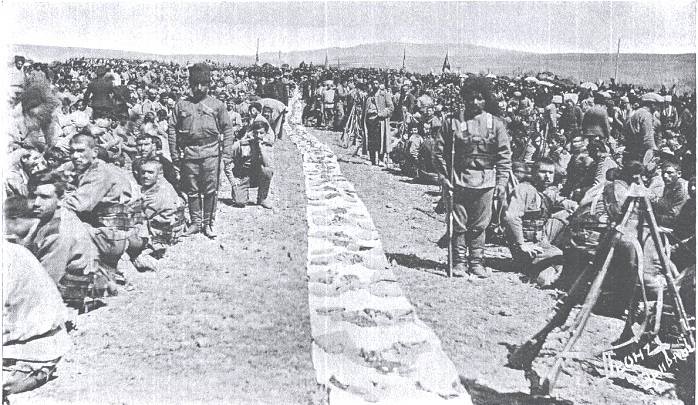
گردان چهارم واحد داوطلب ارمنی تحت فرماندهی آرشاک گافاویان

## نبردها

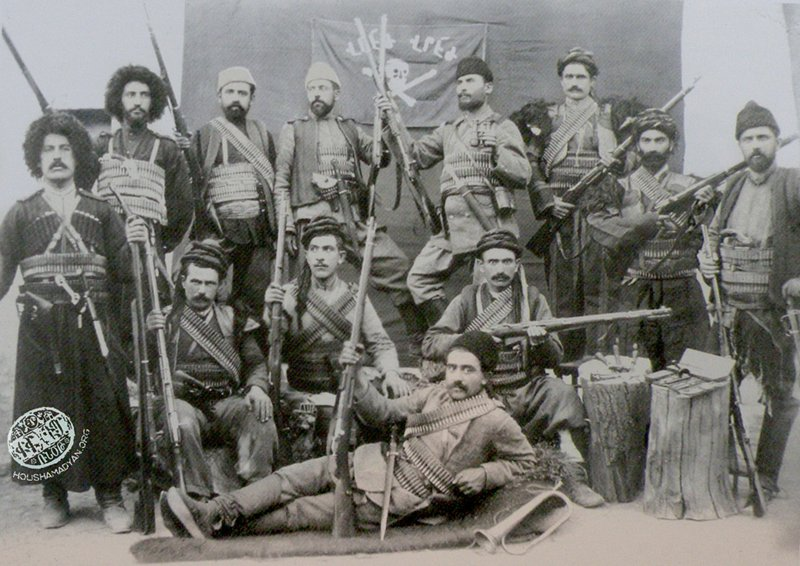
فدائیان ارمنی

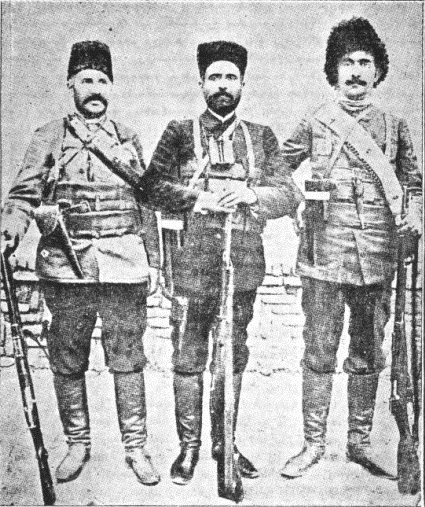
از چپ به راست: آرشاک گافاویان معروف به کِری، یپرم‌خان و خچو

هراند پاسدرماجیان در کتاب «تاریخ ارمنستان» می‌نویسد:
«در قبال کشتارهایی که در ارمنستان غربی صورت می‌گرفت ملت ارمنی دریافته بود که عدم مقاومت در برابر ستم و تعدی، نوعی تشویق به تعدی است، این بود که فکر یک مقاومت مسلحانه به طرزی اجتناب ناپذیر زمینه پیدا کرده بود. در مناطق مختلف ارمنستان عثمانی مردانی که به کوهستانها پناه برده بودند، در آنجا به صورت دسته‌هایی مجتمع می‌شدند و جنگ پارتیزانی راه می‌انداختند.
(فدایی) ارمنی تبدیل به نوعی مبارز افسانه‌ای شد و شجاعت و ازجان گذشتگی آنان تا به امروز در ذهن و انگار ملت ارمنی باقی‌مانده.»
«این مردان قهرمان بودند و در واقع به جرات می‌توان گفت برای پیدا کردن امثال و نظایرشان باید به دوران ارمنستان باستان بازگشت. البته کسان دیگری هم با جوش خروش کمتری بودند که کارهای قهرمانانه‌ای انجام می‌دادند، لیکن شاید قابل مقایسه با آن مردان خارق‌العاده نبودند.»
«چه فداکاری‌ها شد و چه عملیات قهرمانانه‌ای در طول این مبارزات صورت گرفت، و چند بار این ضرب‌المثل نظامی روسی مصداق پیدا کرد که می‌گوید: (بمیر، ولی برادرت را نجات بده)»
- نبرد باش‌قلعه ۱۸۸۹م در شهر باش‌قلعه
- مقاومت ساسون ۱۸۹۴م در ساسون
- شورش زیتون ۱۸۹۵–۱۸۹۶م در شهر زیتون
- نبردخانه سور ۱۸۹۷م در خانه سور
- مقاومت زیتون ۱۹۱۵م
- نبرد باکو

نبردهای واحدهای داوطلب ارمنی
- نبرد سارداراباد
- جنگ ارمنستان–ترکیه
- جنگ ارمنستان–جمهوری آذربایجان
- نبرد قره کلیسا
- نبرد آباران

میکائل واراندیان در کتاب ارمنستان و مسئله ارمنی می‌نویسد:
«چیزی دردناک تر و تاثرانگیزتر از این تاریخ رستاخیز ملت ارمنی وجود ندارد. نسل‌های کاملی به دست بیرحم‌ترین حکومت‌های استبدادی ازبین رفتند. هزاران جوان وابسته به طبقات مختلف ملت سر از پا نشناخته و بدون فکر و امید برگشت خود را به مهلکه انداختند و در نبردی مذبوحانه با قدرتی استبدادی درگیر می‌شدند و در صحنه نبردها یا بر سر چوبه دارها یا در زندان جان می‌سپردند.»

## همکاری فدائیان ارمنی در آزادی ملت‌های دیگر

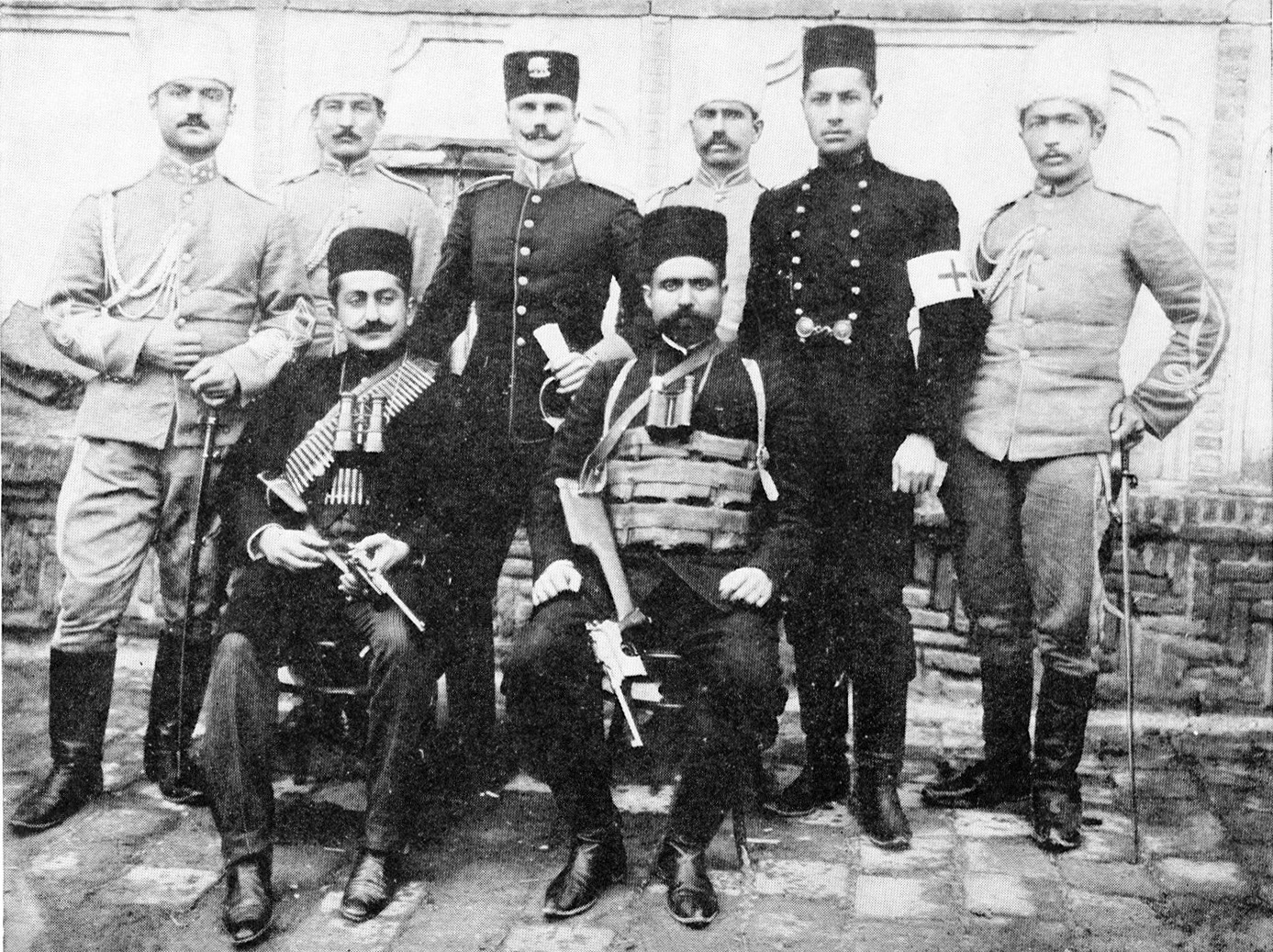
یپرم خان ارمنی و جعفرقلی سردار اسعد بختیاری در لباس رزم به اتفاق گروهی از مجاهدین مسلح ارمنی و بختیاری.

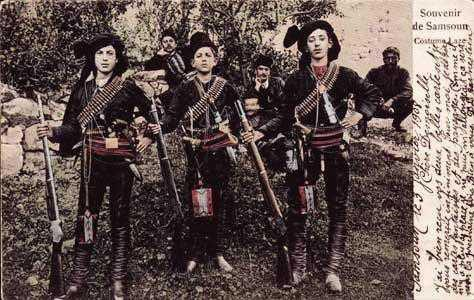

نهضت انقلابی ارمنی کار خود را محدود به مبارزه برای دفاع از موجودیت ملت ارمنی نکرد. این نهضت در وفاداری به شعار خود که: «هر جا که قوی تری است باید طرف ضعیف تر را گرفت.» دامنه فعالیت خویش را گسترش داد و کمکی فعالانه به ملتهای دیگر را آغاز نمود. یکی از این فعالیت‌ها شرکت در جنبش مشروطه ایران بود.
با دیدن این عمل بود که بارون نولد سخنگوی روسیه در مجلس دوما می‌گوید:
«به هر صورت ضروری است که این اجتماع نیرومند را از بین ببریم، اجتماعی که در آن واحد در سه جبهه می‌جنگد و نهضت‌های انقلابی را در سه جبهه تقویت می‌کند.»
موران در کتاب فنلاند و قفقاز می‌نویسد:
«روسیه به فرد ارمنی مشکوک است، نه تنها به علت گرایشهای خاصه خواهیش بلکه به سبب خمیر مایه آزادیخواهی و دموکراسی عجین با افکارش. ارمنی به مقتضای طبیعتش و به دلیل نوعی سرشت نژادی دلبسته به نوعی جامعه کاملاً متفاوت با اجتماعی است که فرد روس با آن سازگار می‌شود. ارمنی در کشوری با رژیم استبدادی چیزی بجز یک عنصر مخالف نمی‌تواند باشد.»
شخصیت‌های سیاسی و فرماندهان فدائیان ارمنی

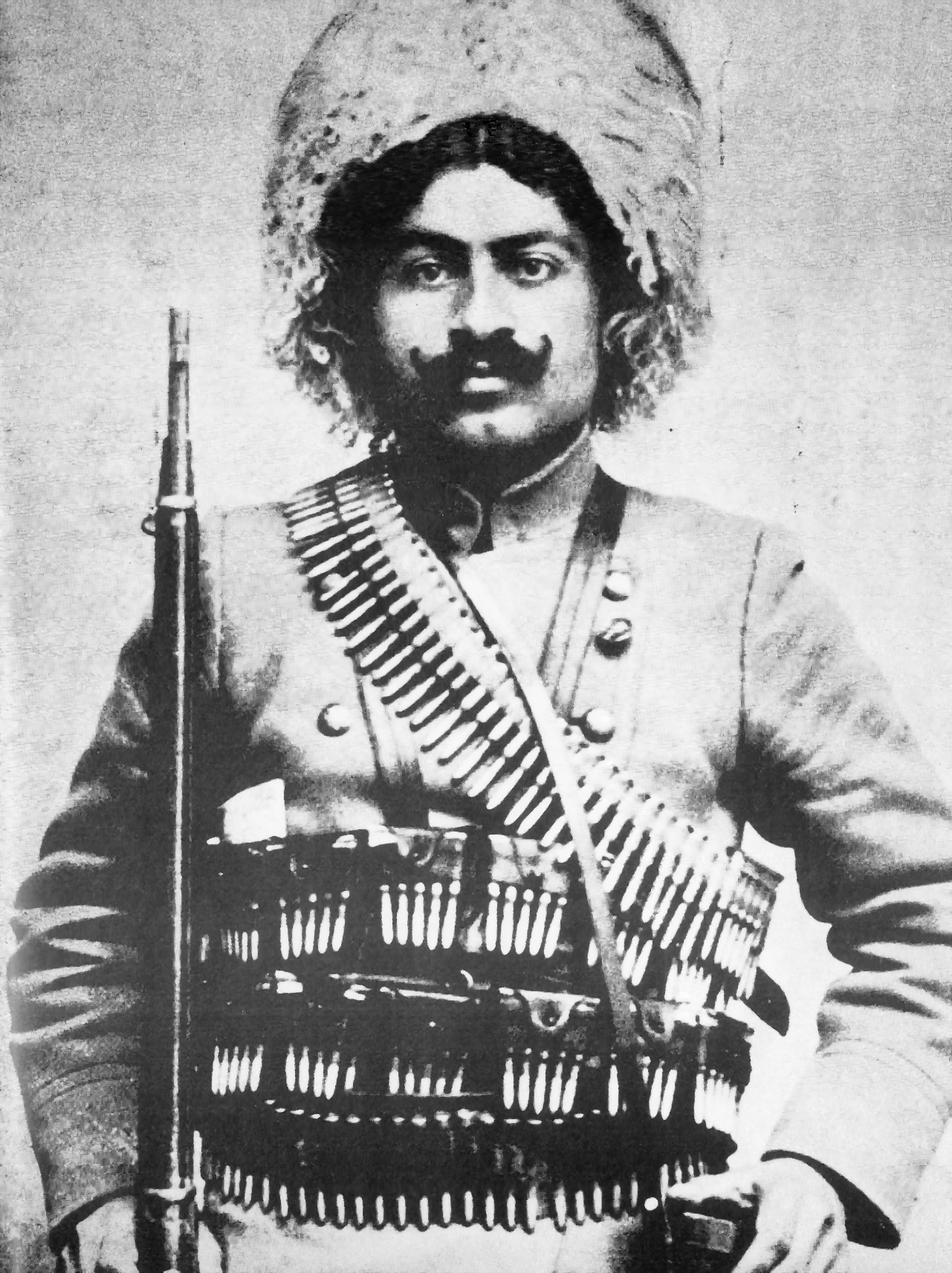
گارگین نژده
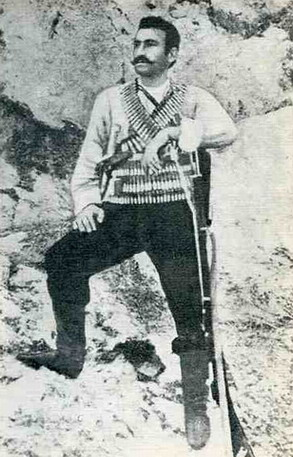
کوورک چاووش
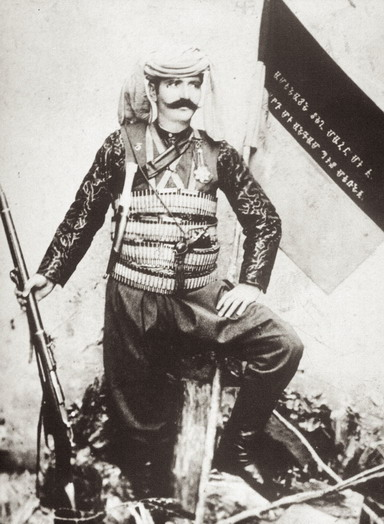
آندرانیک اوزانیان
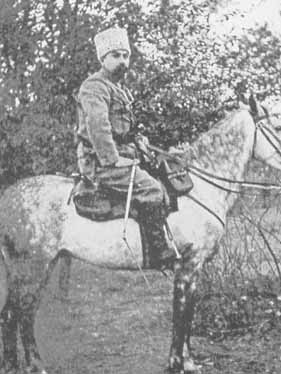
دراستامات کانایان "درو"
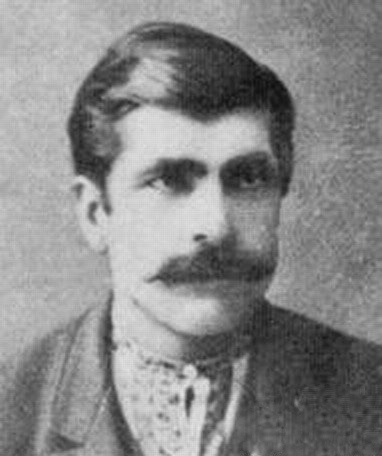
آرابو
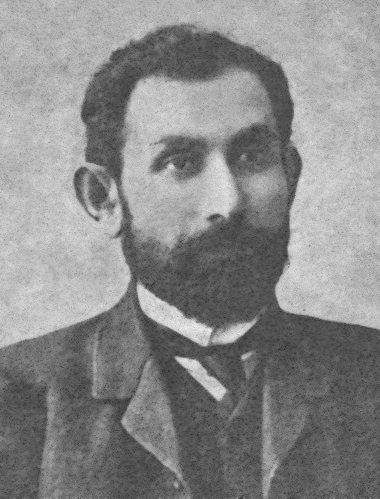
نیکول دومان
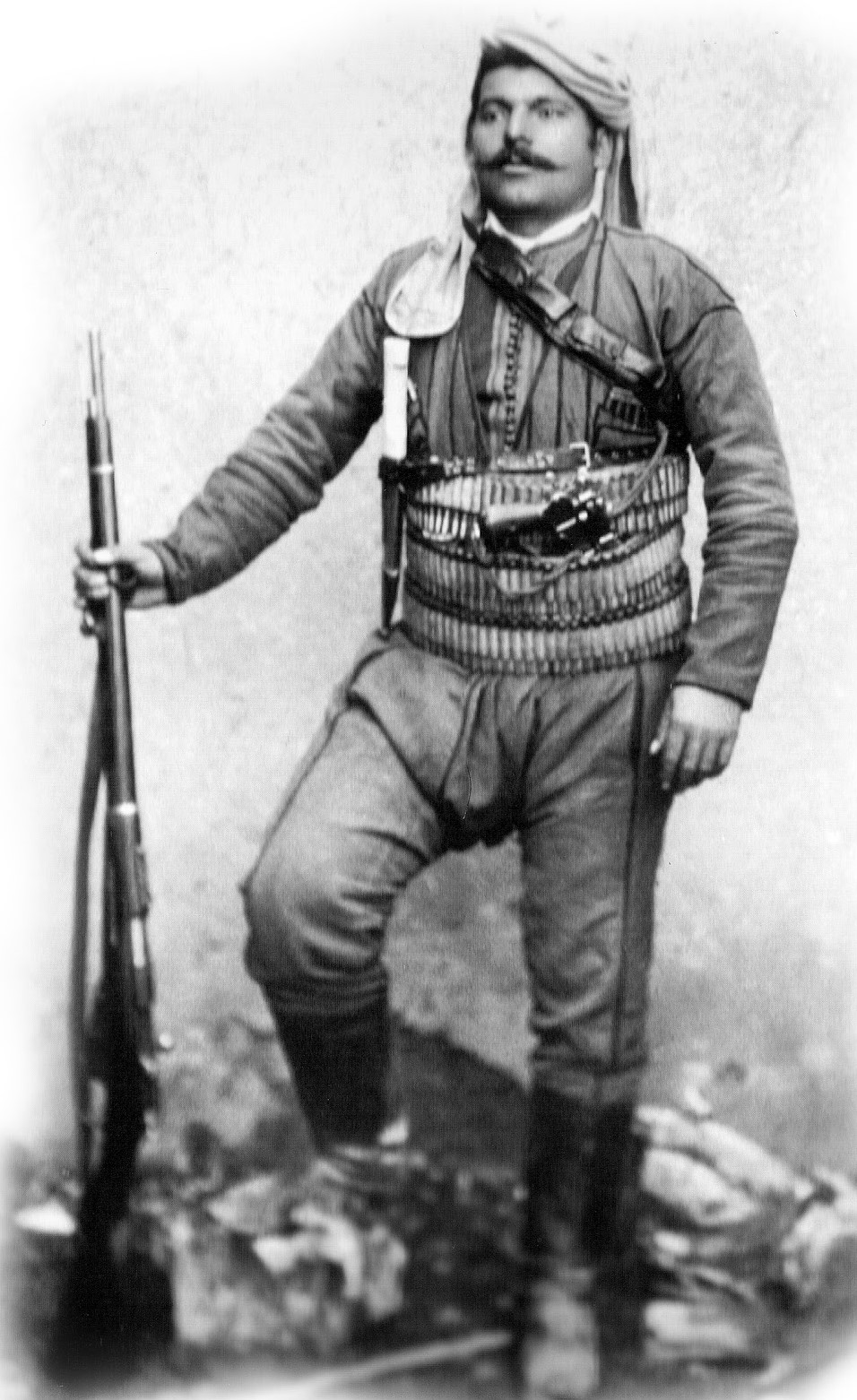
سباستی موراد
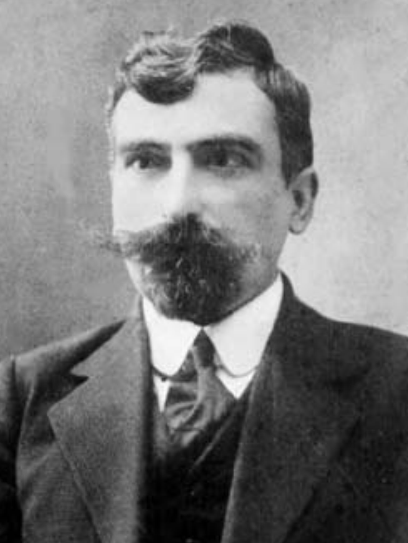
آرام مانوکیان
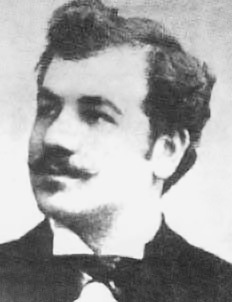
آرمن گارو
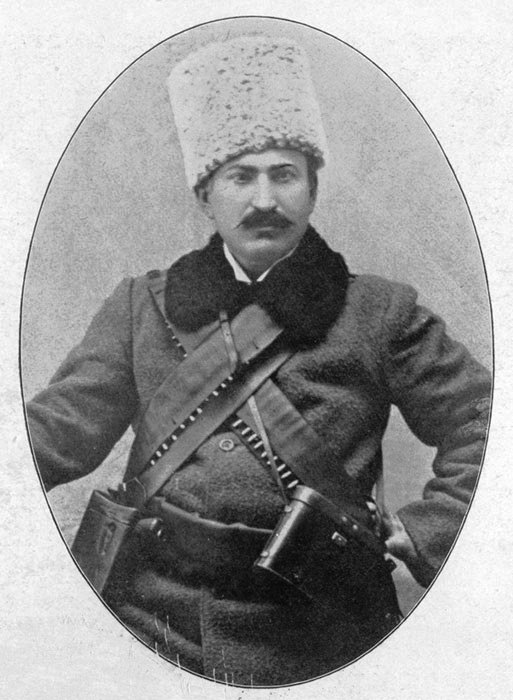
هامازاسپ